# Gley

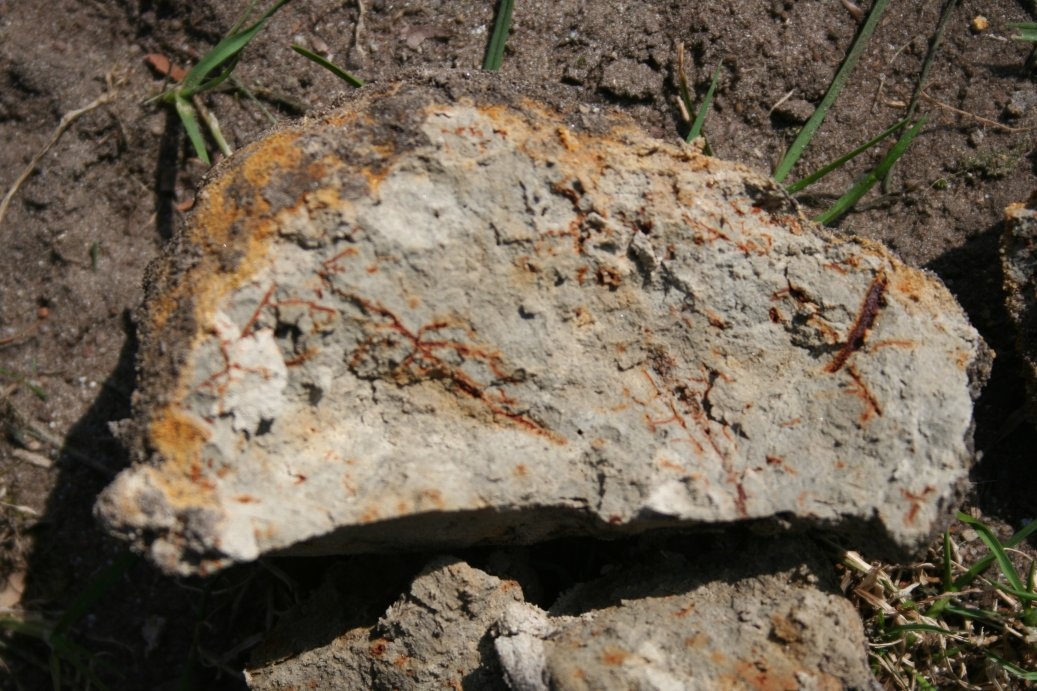
gleyverschijnselen in een zandbodem

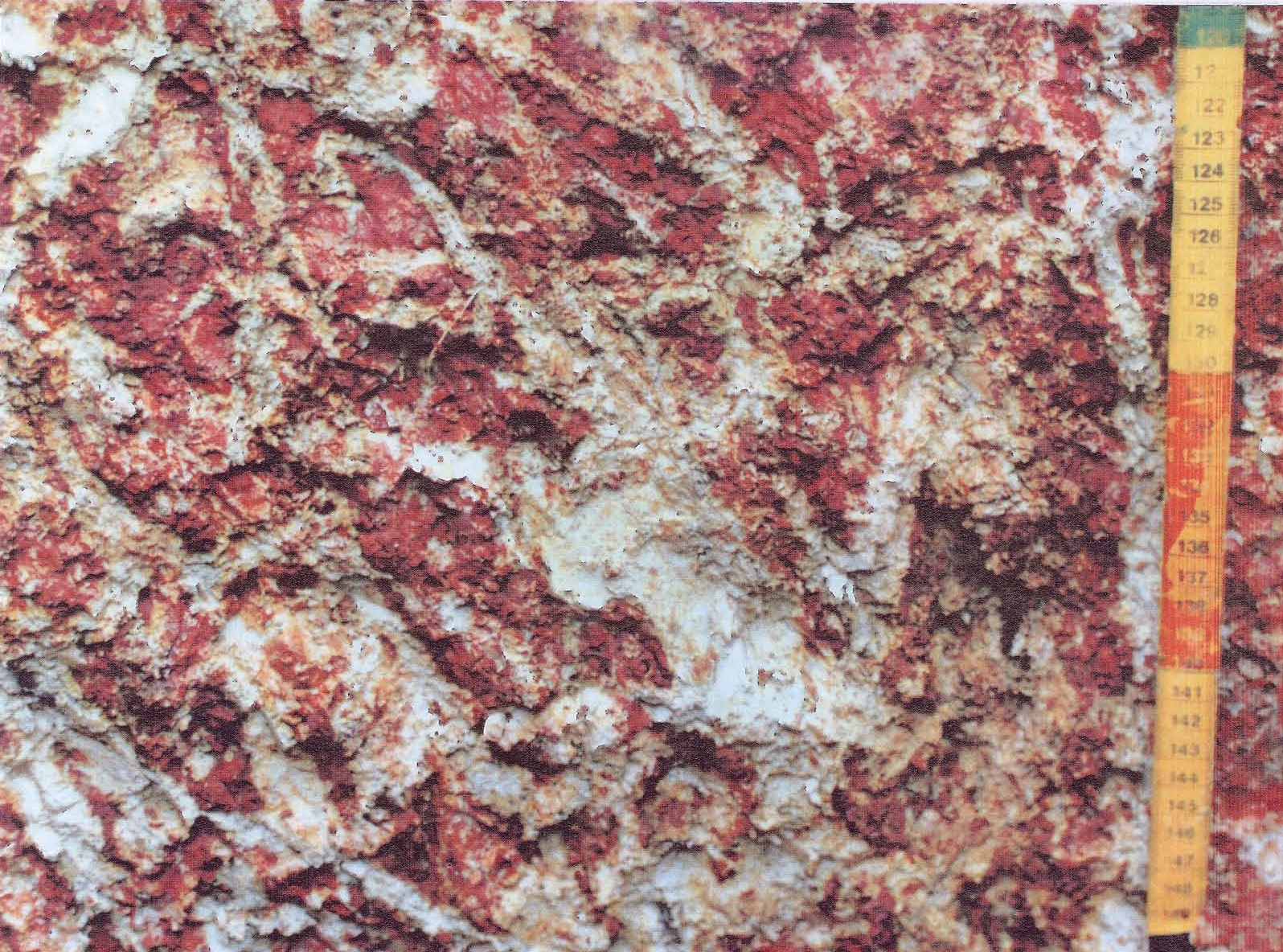
sterke gleyverschijnselen in een tropische bodem

Gley is het internationale bodemkundige begrip voor roestvlekken in de bodem veroorzaakt door fluctuaties in de grondwaterspiegel. In Nederland spreekt men ook wel van roestverschijnselen. Naast gley bestaat er ook pseudogley. Pseudogley is de naam voor roestvlekken die ontstaan door de aanwezigheid van stagnerend water boven een slecht doorlatende laag in het bodemprofiel. 

Gleyverschijnselen zijn vaak goed zichtbaar doordat sommige bodembestanddelen wel door Fe(III)-oxiden zijn gekleurd en andere juist niet.
In de zone in de bodem waar de grondwaterspiegel fluctueert vinden afwisselend oxidatie - en reductieprocessen plaats. Deze processen leiden tot een herverdeling van m.n. ijzer- en mangaanverbindingen. Dit is zichtbaar als roestvlekken waar de ijzerverbindingen zich concentreren en grijs tot grijsblauwe plekken waar het ijzer uit verdwenen is. 
De permanent natte laag in de bodem onder de laag met gleyverschijnselen, de gereduceerde zone heeft veelal een homogene grijs tot grijsblauwe kleur.
De meest voorkomende Fe-oxiden zijn het meestal geelbruine goethiet (α-FeOOH) en het rode hematiet (α-Fe2O3). Ook komen het oranje lepidocrociet (γ-FeOOH), het roodbruine maghemiet (γ-Fe2O3) en het zwarte magnetiet (Fe3O4) voor. Naast bovengenoemde kristallijne Fe-oxiden worden ook vaak slecht gekristalliseerde, waterhoudende Fe(III)-oxiden aangetroffen: het roodbruine gekleurde ferrihydriet (Fe5HO8.4H2O). In gereduceerde gronden treft men soms een slecht gekristalliseerd Fe(II-III)-oxide aan dat vanwege zijn kleur groene roest wordt genoemd.
Naast ijzer vertoont mangaan een vergelijkbaar gedrag. Ook Mn wordt in gereduceerde vorm (Mn2+) vervoerd en na oxidatie ontstaan vaak hoge concentraties Mn-oxiden, als pyrolusiet (b-MnO2)en birnesiet (een (Mn4+,Mn2+)-oxide). Mn-oxiden vallen op door hun bruinzwarte tot zwarte kleur.
De ijzer- en mangaanverbindingen kunnen tot grote harde concreties uitgroeien. Met name in (sub-)tropische gleygronden is dit verschijnsel waarneembaar. Ook in Nederland zijn deze verschijnselen bekend, door de aanwezigheid van ijzerhoudend grondwater is in beek- en rivierdalgronden het zogeheten ijzeroer gevormd.
In de classificatie van de World Reference Base for Soil Resources kunnen bodems waarin gleyverschijnselen ("gleyic properties") en gereduceerde omstandigheden dominant zijn tot de Gleysols worden gerekend en die met sterke pseudogley verschijnselen ("stagnic properties") tot de Stagnosols. Indien de gley- of pseudogleyverschijnselen minder dominant aanwezig zijn, dan kunnen bodems op een lager niveau worden geclassificeerd als gleyic of stagnic subgroepen, bijvoorbeeld in "Gleyic Luvisol" of "Stagnic Cambisol".